# Christopher Lutz
Christopher Lutz (* 1971) je německý šachový velmistr a německý šachový šampion z let 1995 a 2001. Dle informací z počátku roku 2006 pracoval Lutz jako konzultant šachového projektu Hydra. Soustředil se na tvorbu knihu otevření Hydry a tvorbu testovacích pozic. V říjnu 2006 hodnotící seznam FIDE postavil Lutze na 10. místo v Německu s hodnocením 2580.